# Riccardo Illy
Riccardo Illy, italijanski politik in podjetnik, 24. september 1955, Trst.
Rojen v Trstu 24. septembra 1955 je bil v mladih letih smučarski učitelj na Piancavallu in jadralni inštruktor v Tržiču. Izredno mlad se je poročil s Rossano Bettini, novinarko za gastronomijo; njuna hčerka Daria je danes profesorica telesne vzgoje in personal trainer.
Kot uslužbenec od leta '77 v družinskem kavnem podjetju je preosnoval notranjo komercialno strukturo podjetja samega in nadzorovanih družb. Ustvaril je za “Illycaffe” marketinški oddelek, ki ga do tedaj ni bilo in objavil pri založbi Mondadori “Dal Caffe all’Espresso”; publikacija je doživela prevod v angleščino, francoščino in nemščino. Najprej komercialni direktor, nato pooblaščeni upravitelj, sedaj je Riccardo Illy podpredsednik delniške družbe Illycaffe, podjetja, ki ga je leta 1933 ustanovil njegov ded po očetovi strani - Madžar po rodu, podjetja, ki je danes prisotno v 70 državah.
Opravljal je funkcijo podpredsednika tržaškega Združenja industrijcev in funkcijo predsednika stalnega seminarja Veronelli.
Kot neodvisen s podporo občanske liste in koalicije, ki je bila predhodnica Oljke, je bil dvakrat izvoljen za tržaškega župana leta 1993 in leta 1997 za dve mandatni dobi, kot to predvideva zakon. Kot prvi občan in iskren ljubitelj glasbe je pokrival tudi funkcijo predsednika občinskega gledališča Giuseppe Verdi. 
Bil je predsednik promocijskega odbora za evropsko železniško čezpadsko progo. 
Predsednik italijanske republike mu je podelil naslov komendnika, avstrijski predsednik pa naslov golden honorary title.
Dodelili so mu univerzitetno diplomo honoris causa iz političnih ved na Univerzi v Trstu, ko je predstavil lectio doctoralis na temo širjenja Evropske unije na vzhod.
Leta 2001 je bil izvoljen za poslanca v italijanski parlament, kjer se je pridružil mešani neodvisni skupini; sodeloval je v IX. parlamentarni komisiji (promet, pošta in telekomunikacije) ter je bil tajnik parlamentarne posvetovalne komisije glede izvajanja upravne reforme. 
Odločno je želel in podpiral referendum za ukinitev deželnega volilnega zakona. Potem ko je dosegel neposredno izvolitev deželnega predsednika, je držal besedo, ki jo je dal vsem volivcem in kandidiral za Demokratično zvezo za mesto predsednika Dežele Furlanija-Julijska krajina.
Izvoljen je bil za predsednika Dežele na volitvah 8. in 9. junija 2003.
Decembra 2004 je bil soglasno izvoljen za predsednika Skupščine evropskih regij (AER – Assembly of European Regions), v katero je vkjučenih 250 dežel in 30 evropskih držav.